# Okrajno sodišče v Ljubljani
Okrajno sodišče v Ljubljani je okrajno sodišče Republike Slovenije s sedežem v Ljubljani, ki spada pod Okrožno sodišče v Ljubljani Višjega sodišča v Ljubljani. Trenutna predsednica je Nataša Kosec.